# Жидеевка
Жиде́евка — село в Железногорском районе Курской области. Входит в состав Рышковского сельсовета.

## География
Расположено в центральной части района, в 16 км к югу от Железногорска на левом берегу реки Усожи. Высота над уровнем моря — 158 м. Ближайший населённый пункт — деревня Громашовка. К северо-западу от села находится лесной заповедник — урочище Жидеевская дача, где произрастают корабельные сосны, посаженные в конце XIX века. Также на территории урочища расположены сфагновые болота с реликтовой растительностью ледникового периода. В северной части заповедника находится детский спортивный лагерь «Олимпиец». К югу от села протекает небольшой ручей Воробьёвка — приток Усожи.

## История
На месте нынешнего села в X—XI веках располагалось славянское поселение, впоследствии сгоревшее. В 2009—2011 годах здесь проводились археологические раскопки.
Жидеевка возникла в 1-й половине XVII века как поселение служилых людей, охранявших южные рубежи Русского государства от набегов ногайцев и крымских татар. Первопоселенцами здесь были служилые люди Жидеевы, от фамилии которых и возникло название села.
Наиболее раннее документальное упоминание Жидеевки содержится в отказной книге за 1657 год: 25 июня Фёдору и Василию Харлановым детям Касьяновым отказано (отдано) поместье их отца Харлана Касьянова в деревне Жидеевой Усожского стана Курского уезда.
Документально известно, что незадолго до 1694 года Емельян Селиванович Жидеев передал своё поместье в Жидеевке Ивану Михайловичу Леонтьеву. В 1694 году владельцами деревни значатся И. М. Леонтьев и Гаврила Жидеев. В начале XVIII века Жидеевы, как и многие другие служилые люди, были переведены в разряд однодворцев. По данным 4-й ревизии 1782 года в Жидеевке жили однодворцы Максим и Михаил Изотовичи Жидеевы и их двоюродный брат Иван. Впоследствии род местных Жидеевых угас, либо его представители покинули село.
В начале XVIII века бо́льшую часть Жидеевки и окрестных угодий приобрёл граф Борис Петрович Шереметев. В это время в Жидеевку переселилось множество «черкас» (малороссов) из Слободской Украины, поэтому в источниках XVIII—XIX веков Жидеевка значится как слобода. В 1710 году в Жидеевке уже действовал деревянный православный храм Покрова Пресвятой Богородицы. До 1779 года село входило в состав Усожского стана Курского уезда, располагаясь на его северо-западной окраине. В 1792 году в Жидеевке был построен каменный храм Покрова Пресвятой Богородицы, сохранившийся до наших времён. К моменту отмены крепостного права в 1861 году местными крестьянами владел граф Шереметев (417 душ). В 1862 году в слободе было 86 дворов, проживало 666 человек (332 мужского пола и 334 — женского). В 1877 году здесь было уже 108 дворов, проживали 820 жителей. К тому времени в слободе были открыты 2 лавки. В 1897 году в слободе проживало 636 человек (287 мужского пола и 349 женского); всё население исповедовало православие.
На протяжении XIX века и до 1920-х годов Жидеевка входила в состав Михайловской волости Дмитриевского уезда Курской губернии.
В 1920-е годы Жидеевка была административным центром Жидеевского сельсовета. В 1924 году Дмитриевский уезд был упразднён, Жидеевка вошла в состав Льговского уезда Курской губернии. С 1928 года в составе Михайловского (ныне Железногорского) района. В 1937 году в селе было 130 дворов. Во время Великой Отечественной войны, с октября 1941 года по февраль 1943 года, находилась в зоне немецко-фашистской оккупации.

## Население
| 1862 | 1877 | 1897 | 1905 | 1979 | 2002 | 2010 |
| ---- | ---- | ---- | ---- | ---- | ---- | ---- |
| 666  | ↗820 | ↘636 | ↘626 | ↘235 | ↘81  | ↘55  |

## Покровский храм
Основная статья: Храм Покрова Пресвятой Богородицы
В селе находится действующий православный храм Покрова Пресвятой Богородицы 1792 года постройки.

## Экономика
В селе действует животноводческая ферма ЗАО «Заря».